# Kościół św. Marcina w Sokolcu
Kościół św. Marcina w Sokolcu – kościół we wsi Sokolec.
Kościół filialny  parafii św. Michała Archanioła wybudowany w 1786.